# Szilágyi N. Sándor
Szilágyi N. Sándor (Újfegyvernek, 1948. augusztus 15. –) erdélyi magyar nyelvtudományi szakíró, szerkesztő, publicista, egyetemi tanár, Szilágyi N. Zsuzsa (1972) apja.

## Életútja, munkássága
Középiskoláit Nagyváradon végezte, a Babeș–Bolyai Tudományegyetemen magyar nyelv- és irodalomból szerzett egyetemi diplomát (1972), ugyanitt doktorált 1999-ben Elmélet és módszer a fonológiában c. dolgozatával.
1972–90 között a Kriterion Könyvkiadó bukaresti szerkesztőségének belső munkatársa volt, ebben az időszakban a kiadó nyelvészeti kiadványainak, közöttük az Erdélyi magyar szótörténeti tár I–IV. kötetének kiadói szerkesztője. Utána a BBTE Nyelvtudományi Tanszékén adjunktus, 1999-től előadótanár (docens), 2005-től nyugdíjazásáig (2013) egyetemi tanár; 2005-től a Magyar Nyelv és Kultúra Tanszék vezetője. 1996–2004 között a BBTE Bölcsészettudományi Karán a kari tanács tagja, 2000–2002 között a kar tudományos titkára.
Első kurzusainak címe: Bevezetés a nyelvtudományba, és Kognitív nyelvészet, később magyar fonetikát és fonológiát adott elő, magiszterszakos hallgatóknak tartott kurzusai: Kultúrantropológia és a konfliktusok antropológiája, Nyelvi emberi jogok. Kutatási területei ezenkívül az elméleti és magyar fonológia, szociolingvisztika.
Már első írásaiban a nyelvtudomány filozófiai vonatkozásai foglalkoztatták: tanulmánya jelent meg a fiatal esszéírókat bemutató Szövegek és körülmények c. kötetben (A fonológia módszere mint filozófiai kérdés. Bukarest, 1974), majd tankönyvet szerkesztett a középiskolák felső osztályai számára (Magyar nyelvtan. Bukarest, 1980); nyelvészeti és szélesebb körű érdeklődésre számot tartó cikkeket, tanulmányokat közölt a NyIrK és a TETT, 1989 után a Helikon, Magyar Kisebbség, Korunk, Élet és Irodalom, Regio, Magyar Nyelvjárások (románul az Altera, Observatorul Cultural) oldalain, valamint gyűjteményes kötetekben. 
Ezek közül a jelentősebbek: Módszertani észrevételek a kötőszó-vitához (NyIrK, 1977/1); De ce nu-şi pot însuşi copiii maghiari limba română? (Altera, 1998/7); A szent mókus, avagy a módszer buktatói (in: Tűzcsiholó. Lükő Gábor Emlékkönyv. Budapest, 1999); Módosító javaslat a státustörvényhez (Élet és Irodalom 2001/47); Nyelvében él a nemzet (Regio 1992/4); A többség nyelvi jogai (in: Színes eszmék nem alszanak. Szépe György Emlékkönyv. Budapest, 2002); Észrevételek a romániai magyar népesség fogyásáról, különös tekintettel az asszimilációra (Magyar Kisebbség, 2002/4); Karácsony Sándor nyelvelmélete és az anyanyelvi oktatás (in: Gyökerek és gyümölcsök. Karácsony Sándor emlékkonferencia. Debrecen, 2002); A magyar nyelv helyzete Erdélyben (in: A magyar nyelv és a magyar nyelvű oktatás helyzete Romániában. Budapest, 2003); A Szabadság-szobor balekjei. (Transindex 2003. 03. 10. – Románul Observatorul Cultural 2003/51); Hungarian in Romania (in: Fenyvesi Anna szerk: Hungarian language contact outside Hungary. Amsterdam, 2005).
Szerkesztésében (Benő Attilával és Fazakas Emesével közösen) jelent meg a Péntek János 65. születésnapja alkalmából kiadott kétkötetes emlékkönyv (Nyelvek és nyelvváltozatok. Kolozsvár,  2007), benne Szociálpszichológiai tényezők a szókölcsönzésben c. tanulmánya.
A diktatúra utolsó időszakában a romániai szellemi ellenállás egyik műhelyének számító Limes Kör tagja volt. Az 1989-es romániai rendszerváltás után néhány éven át a romániai magyarság politikai stratégiájának problémáit felvető – a hivatalos politika képviselői által többnyire figyelmen kívül hagyott – cikkei, tanulmányai egy politikai beidegződésektől mentes gondolkodást próbáltak megszilárdítani. Ezeknek az írásainak egy részét, az ezredforduló távlatából továbbgondolva, Mi-egy-más címmel gyűjtötte kötetbe.

## Kötetei
- Világunk, a nyelv (Bukarest, 1978. Forrás; újrakiadása Budapest, 2000);
- Hogyan teremtsünk világot? Rávezetés a nyelvi világ vizsgálatára (Kolozsvár, 1996);
- Ne lógasd a nyelvedet hiába! Nyelvtani kiskalauz felnőtteknek. (Sepsiszentgyörgy 2000. Anyanyelvápolók Erdélyi Szövetsége Füzetei 8);
- Mi-egy-más. Közéleti írások, Kalota, Kolozsvár, 2003
- Elmélet és módszer a nyelvészetben. Különös tekintettel a fonológiára; Erdélyi Múzeum-Egyesület, Kolozsvár, 2004 (Erdélyi Tudományos Füzetek 245.)
- Nyelvi közösségek – nyelvi jogok; szerk. Benő Attila, Szilágyi N. Sándor; Anyanyelvápolók Erdélyi Szövetsége, Kolozsvár, 2006 (A Szabó T. Attila Nyelvi Intézet kiadványai)
- Nyelvek és nyelvváltozatok. Köszöntő kötet Péntek János tiszteletére 1-2.; szerk. Benő Attila, Fazakas Emese, Szilágyi N. Sándor; Anyanyelvápolók Erdélyi Szövetsége, Kolozsvár, 2007 (A Szabó T. Attila Nyelvi Intézet kiadványai)
- Szinkronikus nyelvleírás és diakrónia; szerk. Kádár Edit, Szilágyi N. Sándor; Erdélyi Múzeum-Egyesület, Kolozsvár, 2011
- Analógia és modern nyelvleírás; szerk. Kádár Edit, Szilágyi N. Sándor; Erdélyi Múzeum-Egyesület, Kolozsvár, 2013
- Motiváltság és nyelvi ikonicitás; szerk. Kádár Edit és Szilágyi N. Sándor; Erdélyi Múzeum-Egyesület, Kolozsvár, 2015
- Összetételek és nyelvleírási modellek; szerk. Kádár Edit, Szilágyi N. Sándor; Erdélyi Múzeum-Egyesület, Kolozsvár, 2017